# Jelle ten Rouwelaar
Jelle ten Rouwelaar (Joure, 24 dicembre 1980) è un allenatore di calcio ed ex calciatore olandese, di ruolo portiere, attuale preparatore dei portieri del Leicester City.

## Biografia
Il 30 marzo 2013 ha toccato quota 200 presenze con la maglia del NAC Breda nel pareggio esterno contro il Twente (1-1).

## Carriera

### Allenatore

#### Manchester Utd e Leicester City
Il 15 luglio 2024 viene ingaggiato dal Manchester Utd, con cui sottoscrive un contratto biennale, nel ruolo di preparatore dei portieri nello staff dell'allenatore Erik ten Hag.
Dopo una serie di risultati negativi e con la squadra al 14º posto in campionato, il 28 ottobre 2024, in seguito all'esonero del tecnico olandese, il club inglese decide di promuove Ruud van Nistelrooij tecnico ad interim della prima squadra. Il 1º novembre il club inglese ingaggia Ruben Amorim come nuovo tecnico, pagando la clausola rescissoria allo Sporting Lisbona, ma lui rimane nello staff di Van Nilsterooy che guida la squadra fino all'11 novembre successivo, con un pareggio e una vittoria in Premier contro il Chelsea (1-1) e il Leicester City (3-0) e una vittoria in Europa League contro il PAOK (2-0), lasciando il ruolo nello staff e il club inglese dopo l'arrivo del tecnico portoghese.
Il 29 novembre 2024, dopo la nomina di van Nistelrooy come nuovo tecnico del Leicester City, viene inserito nello staff con il ruolo di preparatore dei portieri. 